# 10105 Holmhällar
A 10105 Holmhällar (ideiglenes jelöléssel 1992 EM12) a Naprendszer kisbolygóövében található aszteroida. Az UESAC program keretében fedezték 1992. március 6-án.